# هوارد بي سافاج
هوارد بي سافاج (بالإنجليزية: Howard Paul Savage)‏ هو شخصية أعمال أمريكي، ولد في 3 يناير 1884 في بون في الولايات المتحدة، وتوفي في 7 مايو 1944 في شيكاغو في الولايات المتحدة بسبب ذات الرئة.